# Chen Long
Chen Long (en chino: 谌龙; Huangshi, 18 de enero de 1989) es un deportista chino que compitió en bádminton, en la modalidad individual.
Participó en tres Juegos Olímpicos de Verano, obteniendo tres medallas en la prueba individual, bronce en Londres 2012, oro en Río de Janeiro 2016 y plata en Tokio 2020.
Ganó cuatro medallas en el Campeonato Mundial de Bádminton entre los años 2014 y 2018. En los Juegos Asiáticos consiguió cuatro medallas entre los años 2010 y 2018.

## Palmarés internacional
| Juegos Olímpicos   | Juegos Olímpicos        | Juegos Olímpicos  | Juegos Olímpicos |
| Año                | Lugar                   | Medalla           | Prueba           |
| ------------------ | ----------------------- | ----------------- | ---------------- |
| 2012               | Londres (Reino Unido)   | Medalla de bronce | Individual       |
| 2016               | Río de Janeiro (Brasil) | Medalla de oro    | Individual       |
| 2020               | Tokio (Japón)           | Medalla de plata  | Individual       |
| Campeonato Mundial |                         |                   |                  |
| Año                | Lugar                   | Medalla           | Prueba           |
| 2014               | Copenhague (Dinamarca)  | Medalla de oro    | Individual       |
| 2015               | Yakarta (Indonesia)     | Medalla de oro    | Individual       |
| 2017               | Glasgow (Reino Unido)   | Medalla de bronce | Individual       |
| 2018               | Nankín (China)          | Medalla de bronce | Individual       |
| Juegos Asiáticos   |                         |                   |                  |
| Año                | Lugar                   | Medalla           | Prueba           |
| 2010               | Cantón (China)          | Medalla de oro    | Equipo           |
| 2014               | Incheon (Corea del Sur) | Medalla de plata  | Individual       |
| 2014               | Incheon (Corea del Sur) | Medalla de plata  | Equipo           |
| 2018               | Yakarta (Indonesia)     | Medalla de oro    | Equipo           |